# Rosariense Clube da Ribeira Grande
El Rosariense Clube da Ribeira Grande, o Rosariense Desportivo Clube, és un club capverdià de futbol de la ciutat de Ribeira Grande a l'illa de Santo Antão.

## Palmarès
- Lliga de Santo Antão de futbol:[4]

1988/89, 1990/91, 1993/94, 1994/95
- Lliga de Santo Antão Nord de futbol:[4]

1997/98, 2006/07, 2010/11
- Copa de Santo Antão Nord de futbol:

2006/07, 2016/17
- Supercopa de Santo Antão Nord de futbol:

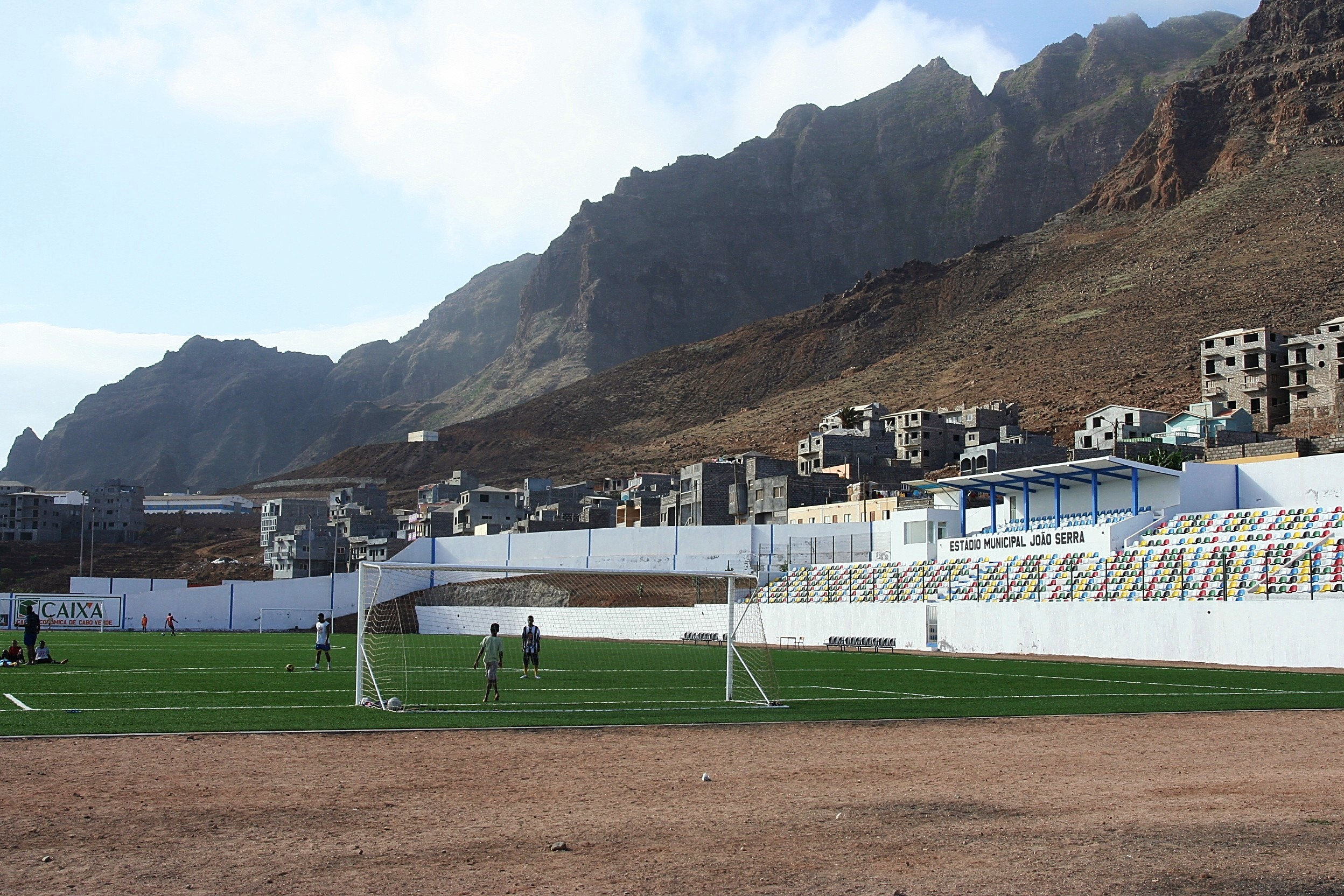
Estádio João Serra, utilitzat per Rosariense.

2016/17